# Cayetano de Mergelina y Luna
Cayetano de Mergelina y Luna (Sanlúcar de Barrameda, 9 de junio de 1890 - Yecla, 14 de abril de 1962), fue un arqueólogo, catedrático y político español. 

## Biografía
Estudió bachillerato en Yecla (Murcia) y fue a estudiar Derecho a Madrid, pero cambió los estudios por los de Historia. Militante tradicionalista en su juventud, presidió el círculo y la juventud jaimista de Yecla y en 1913 fue nombrado presidente de la Agrupación Escolar Tradicionalista de Madrid. Discípulo de Manuel Gómez-Moreno, de Antonio Vives y de Elías Tormo, fue catedrático de Arqueología, Numismática y Epigrafía en la Universidad de Valladolid desde el 11 de febrero de 1926.
En 1934 organizó, con la ayuda de Elias Tormo y de Antonio Tovar, un crucero a las islas griegas, con alumnos de la Universidad para homenajear a El Greco en Fodele (Creta), donde llevaron una escultura de Mariano Benlliure. Este viaje fue continuación del crucero por el Mediterráneo que Gómez-Moreno había organizado, en 1933, con la Universidad de Madrid y con la Junta para Ampliación de Estudios, en el que participó Mergelina.
Durante la guerra Civil estuvo comisionado por el gobierno de Madrid en la Junta de Incautación, Salvamento y Catalogación del Tesoro Artístico Nacional, presidida por el arquitecto Roberto Fernández Balbuena, y desempeñó el cargo de director del Museo Arqueológico Nacional de 1937 a 1939. Al terminar la guerra fue nombrado rector de la Universidad de Valladolid, cargo que ocupó hasta 1951, donde tiene un aula dedicada en la Facultad de Derecho.
En 1952 concursa y gana la cátedra de Historia del Arte de Murcia donde creó el Seminario de Arqueología. En ese puesto se jubiló en 1960.
Ocupó los cargos de Comisario Provincial de Excavaciones en Valladolid y en Murcia.

## Obras
- El monte Arabí. El problema de las cazoletas, 1922
- La necrópolis tartesia de Antequera, 1922
- Fouilles de Bello (Bolonia, province de Cadix) (1917-1923) La ville et sus dépendances, 1923
- Focos dolménicos de la Laguna de la Janda, 1924
- De arquitectura mozárabe: la iglesia rupestre de Bobastro, 1924
- Fouilles de Bello (Bolonia, province de Cádiz (1917-1921). La neécropole, 1926
- El Santuario hispano de la Sierra de Murcia. Memoria de las excavaciones en el eremitorio de Ntra. Sra- de la Luz (1924-25), 1926
- La necrópolis hispano-romana de Baelo, 1927
- Bobastro. Memoria de las excavaciones realizadas en las Mesas de Villaverde. El Chorro (Málaga), 1927
- El seminario de Estudios de Arte y Arqueología 1933